# Laréole
Laréole este o comună în departamentul Haute-Garonne din sudul Franței. În 2009 avea o populație de 138 de locuitori.

## Evoluția populației
| An        | 1975 | 1982 | 1990 | 1999 | 2006 | 2009 |
| --------- | ---- | ---- | ---- | ---- | ---- | ---- |
| Populație | 146  | 138  | 114  | 122  | 134  | 138  |

## Monumente

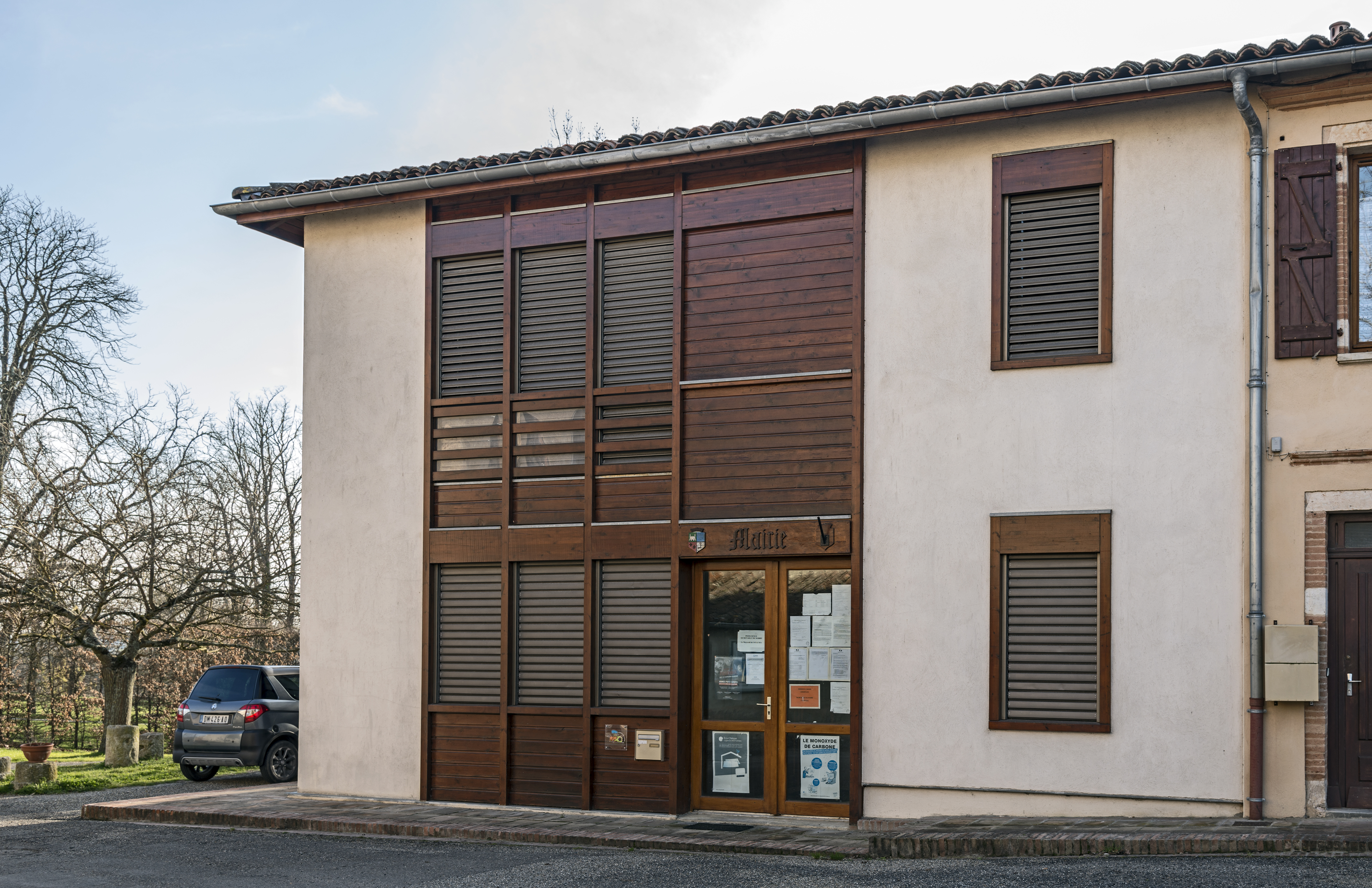
Primăria;
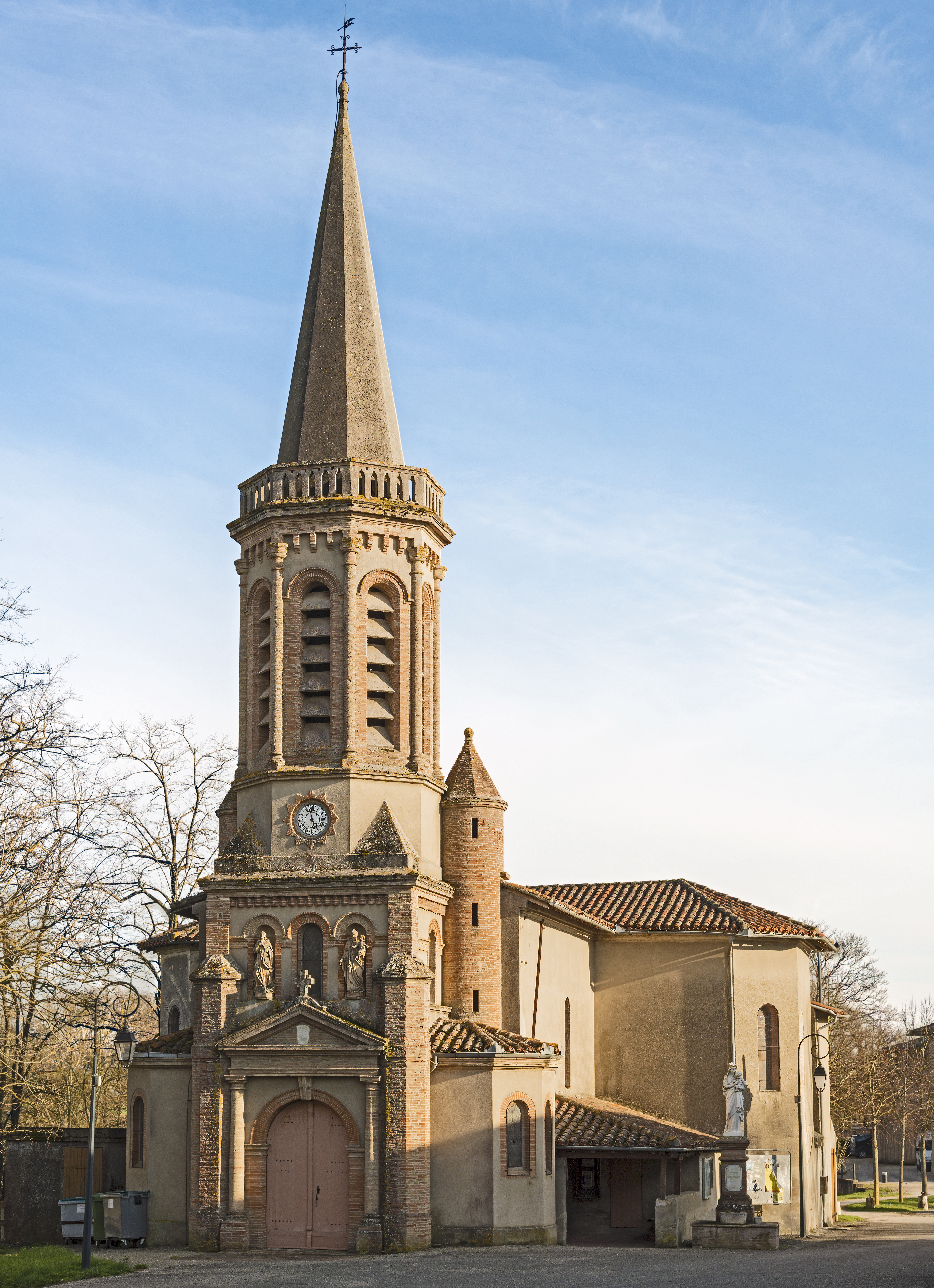
Biserica;
Castelul